# Cremastus gelidus
Cremastus gelidus là một loài tò vò trong họ Ichneumonidae.